# Indian Super League 2018-2019
Ne doit pas être confondu avec Championnat d'Inde de football 2018-2019.
Navigation
Édition précédente Édition suivante
L'Indian Super League 2018-2019 est la 5e saison de l'Indian Super League, le championnat professionnel de football d'Inde. Comme la saison précédente, elle est composée de dix équipes. 

## Les 10 franchises participantes

### Carte
| \| Atlético de Kolkata Bengaluru FC Chennaiyin FC Delhi Dynamos FC FC Goa Jamshedpur FC Kerala Blasters FC Mumbai City FC NorthEast United FC FC Pune City \| Localisation des clubs de l'Indian Super League 2018-2019 |
| Atlético de Kolkata Bengaluru FC Chennaiyin FC Delhi Dynamos FC FC Goa Jamshedpur FC Kerala Blasters FC Mumbai City FC NorthEast United FC FC Pune City                                                                 |

### Participants
| Atlético Kolkata | Kolkata, West Bengal  | Rabindra Sarobar Stadium       | Steve Coppell    |
| Bengaluru FC     | Bangalore, Karnataka  | Sree Kanteerava Stadium        | Carles Cuadrat   |
| Chennaiyin       | Chennai, Tamil Nadu   | Jawaharlal Nehru Stadium       | John Gregory     |
| Delhi Dynamos    | Delhi                 | Jawaharlal Nehru Stadium       | Josep Gombau     |
| FC Goa           | Margao, Goa           | Fatorda Stadium                | Sergio Lobera    |
| Jamshedpur FC    | Jamshedpur, Jharkhand | JRD Tata Sports Complex        | César Ferrando   |
| Kerala Blasters  | Kochi, Kerala         | Jawaharlal Nehru Stadium       | David James      |
| Mumbai City      | Mumbai, Maharashtra   | Mumbai Football Arena          | Jorge Costa      |
| NorthEast United | Guwahati, Assam       | Indira Gandhi Athletic Stadium | Eelco Schattorie |
| Pune City        | Pune, Maharashtra     | Balewadi Stadium               | Pradyum Reddy    |

## Saison régulière
| Rang | Équipe              | Pts | J  | G  | N | P  | Bp | Bc | Diff |
| ---- | ------------------- | --- | -- | -- | - | -- | -- | -- | ---- |
| 1    | Bengaluru FC        | 34  | 18 | 10 | 4 | 4  | 29 | 22 | +7   |
| 2    | FC Goa              | 34  | 18 | 10 | 4 | 4  | 36 | 20 | +16  |
| 3    | Mumbai City FC      | 30  | 18 | 9  | 3 | 6  | 25 | 20 | +5   |
| 4    | NorthEast United FC | 29  | 18 | 7  | 8 | 3  | 22 | 18 | +4   |
| 5    | Jamshedpur FC       | 27  | 18 | 6  | 9 | 3  | 29 | 21 | +8   |
| 6    | Atlético de Kolkata | 24  | 18 | 6  | 6 | 6  | 18 | 22 | -4   |
| 7    | FC Pune City        | 22  | 18 | 6  | 4 | 8  | 24 | 30 | -6   |
| 8    | Delhi Dynamos FC    | 18  | 18 | 4  | 6 | 8  | 23 | 27 | -4   |
| 9    | Kerala Blasters FC  | 15  | 18 | 2  | 9 | 7  | 18 | 28 | -10  |
| 10   | Chennaiyin FC       | 9   | 18 | 2  | 3 | 13 | 16 | 32 | -16  |

- Franchise qualifiée pour les séries éliminatoires

## Séries éliminatoires

### Règlement
Les demi-finales se déroulent par match aller-retour, avec le match retour chez l'équipe la mieux classée. La règle du but à l'extérieur est introduite. Ainsi, en cas d'égalité de buts à l'issue des deux matchs, l'équipe qui aura inscrit le plus de buts à l'extérieur se qualifie. Sinon, une prolongation de deux périodes de 15 minutes a alors lieu pour départager les équipes. Quel que soit le nombre de buts inscrits en prolongation, si les deux équipes restent à égalité, une séance de tirs au but a lieu.
La finale se déroule en un seul match, avec prolongations et tirs au but pour départager si nécessaire les équipes.

### Tableau
|  | Demi-finales        | Demi-finales        | Demi-finales   | Demi-finales   |              |              | Finale       | Finale       | Finale       | Finale       |
|  |                     |                     |                |                |              |              |              |              |              |              |
|  | 7-11 mars 2019      | 7-11 mars 2019      | 7-11 mars 2019 | 7-11 mars 2019 |              |              | 17 mars 2019 | 17 mars 2019 | 17 mars 2019 | 17 mars 2019 |
|  | NorthEast United FC | NorthEast United FC | 2              | 0              |              |              | 17 mars 2019 | 17 mars 2019 | 17 mars 2019 | 17 mars 2019 |
|  | NorthEast United FC | NorthEast United FC | 2              | 0              |              |              | 17 mars 2019 | 17 mars 2019 | 17 mars 2019 | 17 mars 2019 |
|  | Bengaluru FC        | Bengaluru FC        | 1              | 3              |              |              | 17 mars 2019 | 17 mars 2019 | 17 mars 2019 | 17 mars 2019 |
|  | Bengaluru FC        | Bengaluru FC        | 1              | 3              | Bengaluru FC | Bengaluru FC | 1            | 1            |              |              |
|  | 9-12 mars 2019      |                     |                |                | Bengaluru FC | Bengaluru FC | 1            | 1            |              |              |
|  |                     |                     | FC Goa         | FC Goa         | 0            | 0            |              |              |              |              |
|  | Mumbai City FC      | Mumbai City FC      | FC Goa         | FC Goa         | 0            | 0            | 1            | 1            |              |              |
|  | Mumbai City FC      | Mumbai City FC      |                |                |              |              |              | 1            |              |              |
|  | FC Goa              | FC Goa              | 5              | 0              |              |              |              |              |              |              |
|  | FC Goa              | FC Goa              | 5              | 0              |              |              |              |              |              |              |

## Statistiques individuelles

### Meilleurs buteurs
| Rang | Joueur              | Club             | Buts |
| ---- | ------------------- | ---------------- | ---- |
| 1    | Coro                | Goa              | 16   |
| 2    | Bartholomew Ogbeche | NorthEast United | 12   |
| 2    | Modou Sougou        | Mumbai City      | 12   |
| 4    | Sunil Chhetri       | Bengaluru        | 9    |
| 5    | Edu Bedia           | Goa              | 7    |
| 6    | Marcelinho          | Pune City        | 6    |